# Tilly van der Zwaard

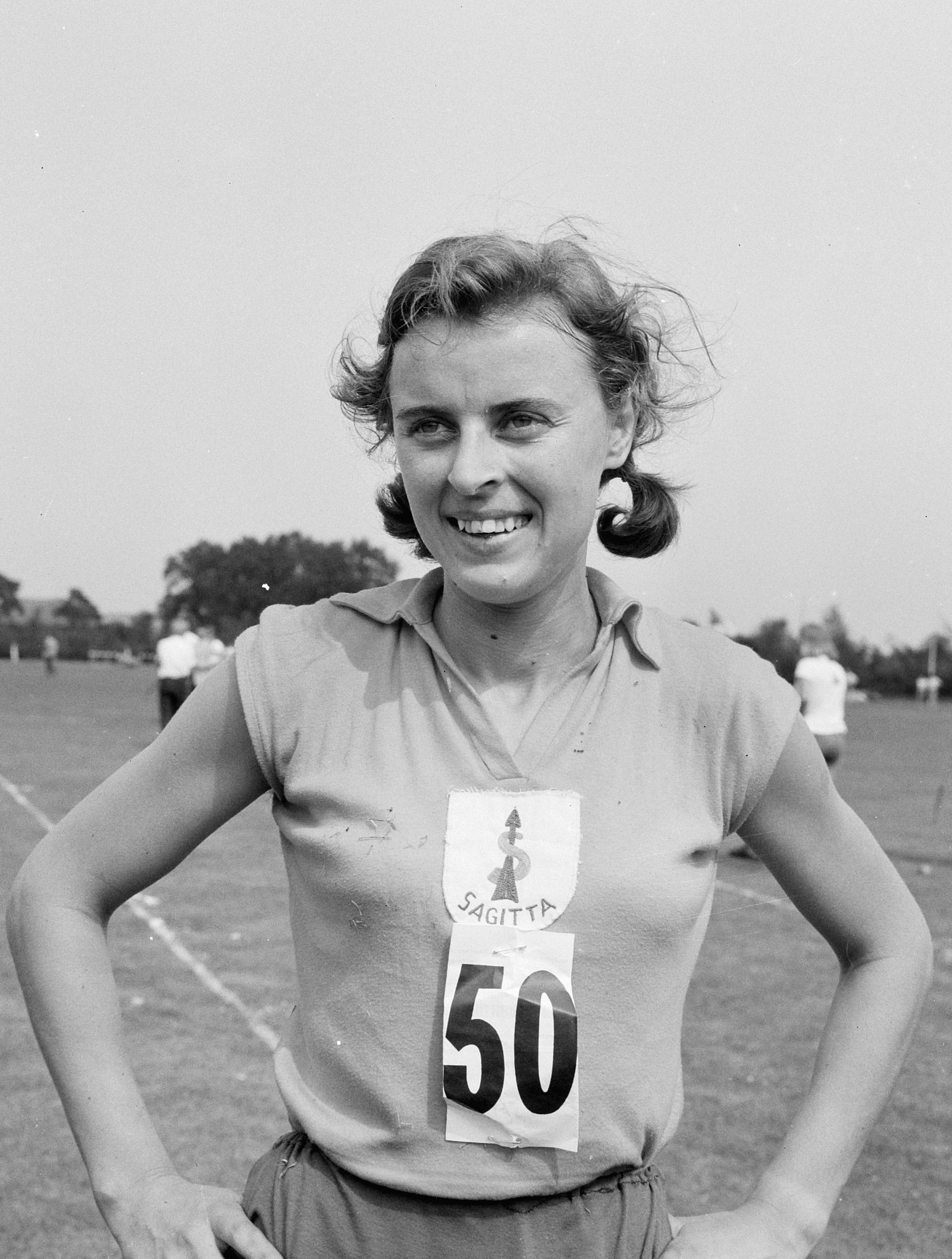
Tilly van der Zwaard, 1964

Tilly van der Zwaard (eigentlich Mathilda Catrina van der Zwaard, geschiedene van der Made; 18. Januar 1938 in Leiden – 6. Februar 2019 in Edgewater (Florida)) war eine niederländische Sprinterin und Mittelstreckenläuferin.
Über 400 m gewann sie Bronze bei den Leichtathletik-Europameisterschaften 1962 in Belgrad und wurde Sechste bei den Olympischen Spielen 1964 in Tokio.
1968 schied sie bei den Olympischen Spielen in Mexiko-Stadt über 800 m im Vorlauf aus.
Dreimal wurde sie Niederländische Meisterin über 400 m (1962, 1963) und zweimal über 200 m (1962–1964). In der Halle holte sie sich 1970 die nationalen Titel über 500 m und 800 m.

## Persönliche Bestzeiten
- 400 m: 53,2 s, 4. Oktober 1968, Mexiko-Stadt
- 800 m: 2:04,4 min, 15. Juni 1968, Leiden